# 3688-as busz
A 3688-as jelzésű autóbuszvonal helyközi autóbuszjárat Gyöngyös és Visznek között, Adács érintésével, melyet a Volánbusz Zrt. lát el.

## Közlekedése
Munkanapokon Adács felé tizenegy, Gyöngyös felé tizenkettő járatpár közlekedik, szabadnapokon hat, munkaszüneti napokon öt járatpár szállítja az utasokat. 
Útvonalának hossza 13,0 km, Apollo gumigyárhoz betéréssel 14,2 km. Menetideje Adács felé 20 - 22 perc, Gyöngyös felé 20 - 27 perc, Adács felé 1 óra 5 perc. Adács felé négy, Gyöngyös felé öt járat betér az Apollo gumigyárhoz.
Egy járat munkanapokon Visznek és Gyöngyös között közlekedik. Útvonalának hossza 28,5 km, menetideje 45 perc. A járat Adács, Róbert Károly út és Gyöngyös, Mérges utca 44. között nem áll meg. 

## Megállóhelyei
| 3688 (Gyöngyös – Adács – Jászárokszállás – Visznek) | 3688 (Gyöngyös – Adács – Jászárokszállás – Visznek) | 3688 (Gyöngyös – Adács – Jászárokszállás – Visznek) | 3688 (Gyöngyös – Adács – Jászárokszállás – Visznek) | 3688 (Gyöngyös – Adács – Jászárokszállás – Visznek) | 3688 (Gyöngyös – Adács – Jászárokszállás – Visznek) | 3688 (Gyöngyös – Adács – Jászárokszállás – Visznek) | 3688 (Gyöngyös – Adács – Jászárokszállás – Visznek) |
| Sorszám (↓)                                         | Sorszám (↓)                                         | Megállóhely                                         | Sorszám (↑)                                         | Sorszám (↑)                                         | Sorszám (↑)                                         | Átszállási kapcsolatok |                                                     |
| --------------------------------------------------- | --------------------------------------------------- | --------------------------------------------------- | --------------------------------------------------- | --------------------------------------------------- | --------------------------------------------------- | --- | --------------------------------------------------- |
| 0                                                   | 0                                                   | Gyöngyös, autóbusz-állomás végállomás               | 12                                                  | 11                                                  | 10                                                  | 1A 411, 413, 415 1040, 1044, 1045, 1046, 1049, 1050, 1054, 1066, 1068, 1069, 1301, 1305, 1308, 1348, 1402, 1427, 1469, 1515 3445, 3448, 3471, 3492, 3602, 3604, 3612, 3650, 3651, 3652, 3655, 3656, 3660, 3661, 3662, 3663, 3664, 3665, 3666, 3670, 3671, 3673, 3675, 3676, 3677, 3678, 3680, 3681, 3685, 3691, 3693, 3694, 3696, 3697, 3698, 3699, 4602, 4653 |                                                     |
| 1                                                   | 1                                                   | Gyöngyös, Mérges utca 6.                            | 11                                                  | 10                                                  | 9                                                   | 3650, 3651, 3652, 3694 |                                                     |
| ∫                                                   | ∫                                                   | Gyöngyös, Mérges utca 44.                           | 10                                                  | 9                                                   | 8                                                   | 3445, 3650, 3652, 3660, 3662, 3664, 3665, 3666, 3685, 3694 |                                                     |
| 2                                                   | 2                                                   | Gyöngyös, karácsondi elágazás                       | ∫                                                   | 8                                                   | 7                                                   | 1066, 1068 3666, 3685 |                                                     |
| 3                                                   | 3                                                   | Gyöngyös, Karácsondi út                             | ∫                                                   | 7                                                   | 6                                                   | 1066, 1068 3666, 3685 |                                                     |
| 4                                                   | 4                                                   | Gyöngyös, Ipari Park                                | ∫                                                   | 6                                                   | 5                                                   | 1066, 1068 3666, 3685 |                                                     |
| 5                                                   | ∫                                                   | Gyöngyöshalász, Apollo út                           | ∫                                                   | 5                                                   | ∫                                                   | |                                                     |
| 6                                                   | 5                                                   | Adács, Róbert Károly út                             | 9                                                   | 4                                                   | 4                                                   | |                                                     |
| 7                                                   | 6                                                   | Adács, Temető                                       | 8                                                   | 3                                                   | 3                                                   | |                                                     |
| 8                                                   | 7                                                   | Adács, Faluközpont                                  | 7                                                   | 2                                                   | 2                                                   | 3670, 3697 |                                                     |
| ∫                                                   | ∫                                                   | Adács, Rákóczi Ferenc utca                          | 6                                                   | 1                                                   | 1                                                   | |                                                     |
| 9                                                   | 8                                                   | Adács, Telepi iskola végállomás                     | 5                                                   | 0                                                   | 0                                                   | 3670, 3697 |                                                     |
|                                                     |                                                     | Vámosgyörk, adácsi elágazás                         | 4                                                   |                                                     |                                                     | 3670, 4653 |                                                     |
|                                                     |                                                     | Jászárokszállás, városháza                          | 3                                                   |                                                     |                                                     | 1348, 1469, 1515 3667, 3670, 3671, 4602, 4650, 4653, 4658 |                                                     |
|                                                     |                                                     | Jászárokszállás, Halász út                          | 2                                                   |                                                     |                                                     | 3667, 3670, 4658 |                                                     |
|                                                     |                                                     | Visznek, Erzsébet tér                               | 1                                                   |                                                     |                                                     | 3667, 3670, 4658 |                                                     |
|                                                     |                                                     | Visznek, Sárga Csikó italbolt végállomás            | 0                                                   |                                                     |                                                     | 3667, 3670, 4658 |                                                     |